# Rage Software
La Rage Software era una ditta britannica con sedi in varie città dell'Inghilterra di cui la prima e principale a Liverpool, sviluppatrice di videogiochi per PC; creata nel 1992 da Paul Finnegan come Rage Games e poi rinominata come Rage Software nel 1996.
Il primo videogioco di questa casa è arrivato sul mercato nel 1992 intitolato UEFA Striker, poi sono seguiti alcuni titoli di vario tipo tra cui il noto Incoming e altri sportivi pubblicizzati da famosi atleti.

## Videogiochi sviluppati da Rage
- Crashed (simulatore di guida arcade)
- Hostile Waters: Antaeus Rising ("Hostile Waters") "RTS"
- Off Road (automobilismo)
- Space Debris
- UEFA Striker (calcio)
- Trash It (azione arcade)
- Dark Light Conflict
- Jonah Lomu Rugby (rugby)
- Dead Ball Zone ("sport")
- Incoming (simulazione di volo-arcade)
- War of the Worlds (strategia dal libro di fantascienza "La guerra dei mondi")
- Savage Arena (FPS)
- Expendable (TPS-arcade)
- International Football 2000 (calcio)
- Incoming Forces (simulazione di volo-arcade)
- David Beckham Soccer, versione per Playstation, Playstation 2 e Xbox